# Ectatoderus brevipalpis
Ectatoderus brevipalpis är en insektsart som beskrevs av Lucien Chopard 1957. Ectatoderus brevipalpis ingår i släktet Ectatoderus och familjen Mogoplistidae. Inga underarter finns listade i Catalogue of Life.